# Calum Woods
Calum Jack Woods, né le 5 février 1987 à Liverpool, est un footballeur anglais évoluant depuis 2019 dans le club de Tranmere Rovers comme défenseur ou milieu de terrain.

## Biographie
Calum Woods commence sa carrière professionnelle avec le club écossais de Dunfermline. Avec cette équipe, il joue une saison en première division écossaise, et quatre saisons en deuxième division. Il est demi-finaliste de la Coupe d'Écosse en 2009, et remporte le titre de champion de deuxième division en 2011.
Le 8 juin 2011, il s'engage avec le club anglais d'Huddersfield Town, équipe de League One (D3). Dès sa première saison, il obtient la montée en Championship (deuxième division), en gagnant les playoffs.
Le 9 juin 2014, il rejoint le club de Preston North End, qui évolue en League One. Il une nouvelle fois promu en Championship en 2015, après avoir remporté les playoffs. La même année, il atteint les demi-finales du Football League Trophy.
Le 23 janvier 2019, il rejoint Bradford City.
Le 26 juin 2019, il rejoint Tranmere Rovers.

## Palmarès
- Champion d'Écosse de D2 en 2011 avec Dunfermline
- Vainqueur des playoffs de la League One en 2012 avec Huddersfield Town et en 2015 avec Preston North End